# Température normale
La température normale est une valeur pratique, en partie arbitraire, de la température d'expérimentation et de mesure en laboratoire en physique et en chimie. Le choix d'une température normalisée permet des comparaisons commodes entre résultats expérimentaux. Les conditions les plus usuelles, issues des méthodes expérimentales du XIXe siècle, fixent la température normale à 0 ℃. Toutefois, il existe d'autres définitions de la température normale.

## Valeur usuelle de la température normale
La température normale n'est pas très utilisée en chimie où, usuellement la température à prendre en compte est spécifiée au cas par cas.
En physique, La température normale est usuellement fixée à 0 ℃, soit 273,15 K.
Ce choix présente deux avantages :
- c'est une quantité « ronde » (tout au moins si l'on utilise les degrés Celsius comme unité) ;
- surtout, historiquement, c'était une température facile à obtenir et à contrôler (température de la glace fondante à la pression normale).

## Autres valeurs de la température normale
D'autres valeurs de la température normale sont définies dans divers domaines scientifiques ou techniques. Voir à ce sujet l'article : Conditions normales de température et de pression.